# Gerste (Gattung)
Gerste (Hordeum, in mittelalterlichen Texten auch lateinisch Ordeum) ist eine Pflanzengattung in der Familie der Süßgräser (Poaceae). Derzeit werden 34 Arten unterschieden, die in Europa, Asien, Nordamerika, Südamerika und Südafrika verbreitet sind. Die wichtigste und weltweit angebaute Art ist die Kulturgerste (Hordeum vulgare), die von der in Südwestasien vorkommenden Wildgerste (Hordeum spontaneum K.Koch) oder nach anderer Auffassung (Hordeum vulgare subsp. spontaneum) abstammt. Andere Arten wie Mäuse- und Strand-Gerste sind in weiten Teilen der Welt vom Menschen eingeschleppt worden und verbreiten sich dort als Unkräuter.

## Beschreibung
Die Gerste-Arten sind einjährige oder ausdauernde Pflanzen, die meist Horste bilden. Ihre Halme sind aufrecht oder gekniet aufsteigend und kahl oder behaart. Die Ligula ist ein kurzer, kragenförmiger häutiger Saum. Die Blattspreiten sind bis zu 10 Millimeter breit und am Grund mit 2 sichelförmigen Öhrchen. Der Blütenstand ist eine einzeln am Halmende stehende Ähre. Die Ährchen stehen in Dreiergruppen an den Knoten der Ährenspindel. Die Ährchen sind einblütig und tragen einen stielförmigen Fortsatz der Ährchenachse über dem Blütchen. Das mittlere Ährchen einer Dreiergruppe ist zwittrig und ungestielt oder kurz gestielt. Die Hüllspelze sind ein- bis dreinervig. Die Deckspelze ist fünfnervig und aus der Spitze begrannt. Die Vorspelzen sind zweinervig und etwa so lang wie die Deckspelze. Es sind 3 Staubblätter vorhanden. Der Fruchtknoten ist am oberen Ende behaart.

## Karyotyp
Der Karyotyp basiert bei allen Gerstenarten auf einem Chromosomensatz von sieben Chromosomen (x=7). Dabei gibt es diploide (2n=14), tetraploide (2n=28) und hexaploide (2n=42) Arten und bei einigen Arten kommt zudem auch innerhalb der Art eine unterschiedliche Anzahl Chromosomensätze vor. So gibt es die Mäuse-Gerste in der Unterart Hordeum murinum subsp. leporinum sowohl mit vierfachem wie mit sechsfachem und die Strand-Gerste Hordeum marinum subsp. gussoneanum mit zwei- und vierfachem Chromosomensatz. Es wird angenommen, dass das Genom der Arten auf vier Grundtypen basiert, die als I, Xa, Xu und H bezeichnet werden. Der H-Typ kommt in der Kulturgerste (Hordeum vulgare) und Hordeum bulbosum, der Xu-Typ nur in der Mäuse-Gerste und der Xa-Typ nur in den beiden Strand-Gersten vor. Alle anderen Arten besitzen den I-Typ. Polyploide Arten können mehrere Typen von Genomen vereinen. So bestehen etwa die Genome von Roggen-Gerste (Hordeum secalinum), von Hordeum capense und von hexaploiden Hordeum brachyantherum-Zytotypen aus einer Kombination des I- und Xa-Genoms. Dies belegt, dass es innerhalb der Gersten zu Artbildung durch Hybridisierung kam, was phylogenetische Studien erschwert.

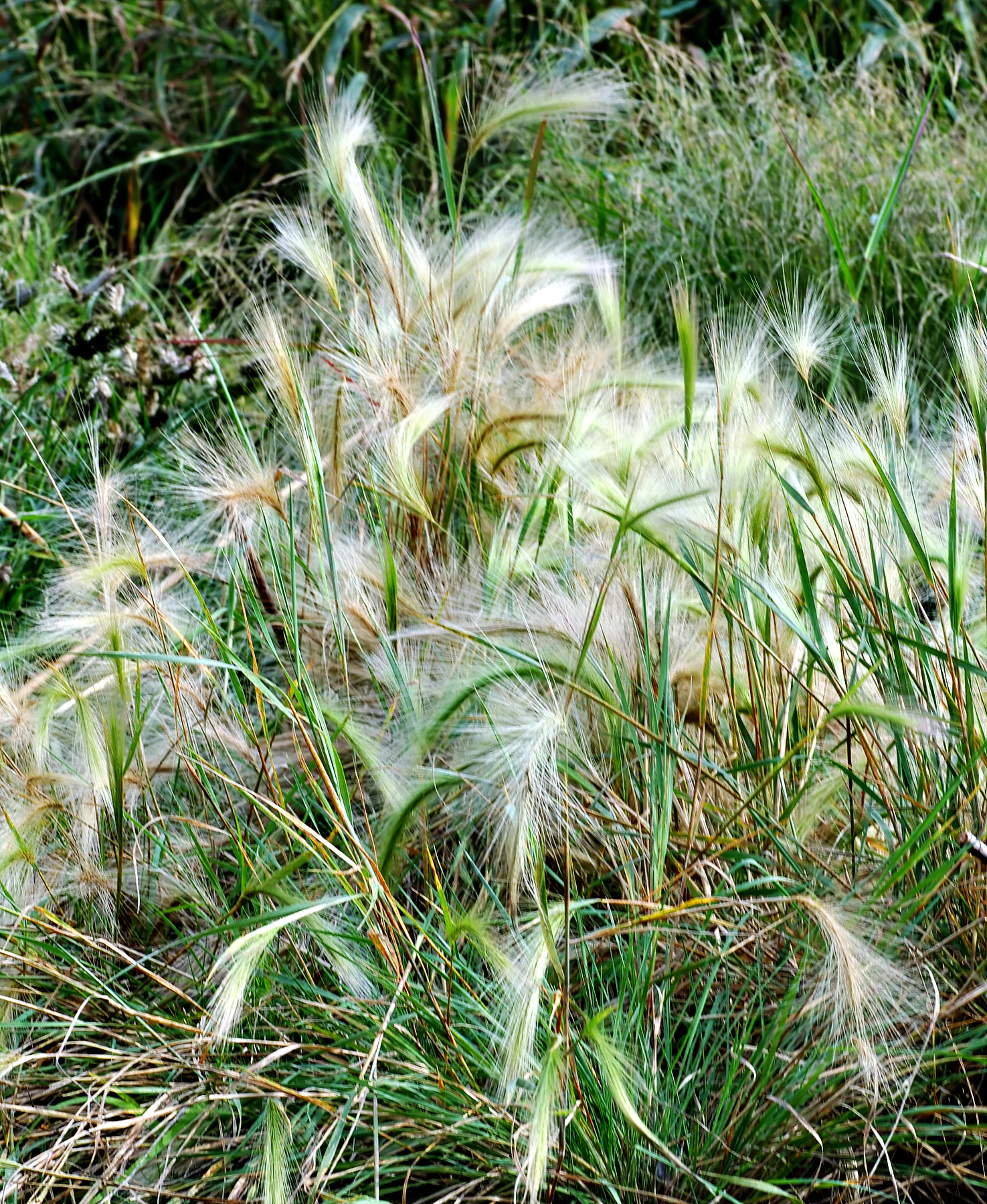
Mähnen-Gerste (Hordeum jubatum)

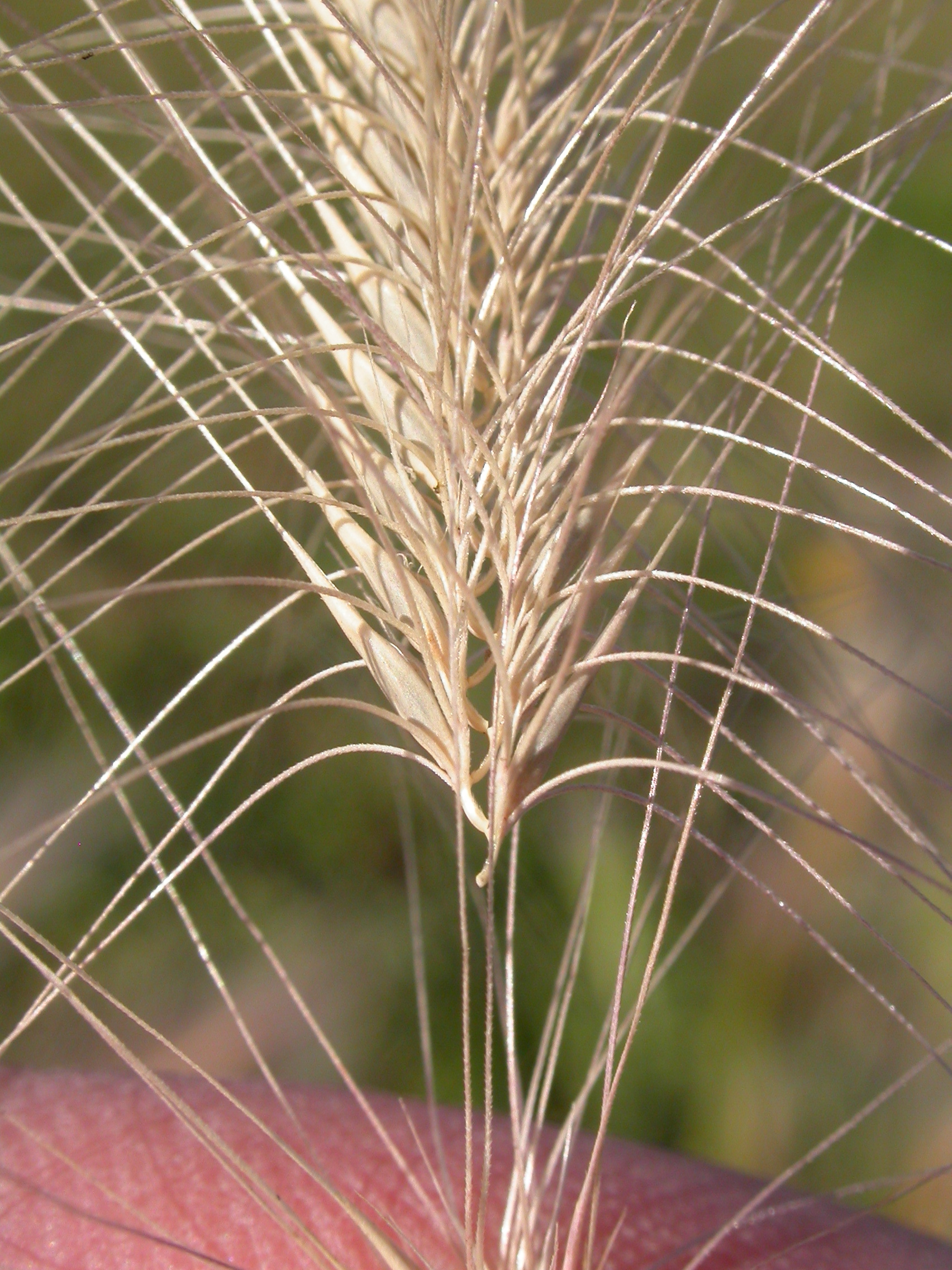
Mähnen-Gerste (Hordeum jubatum)

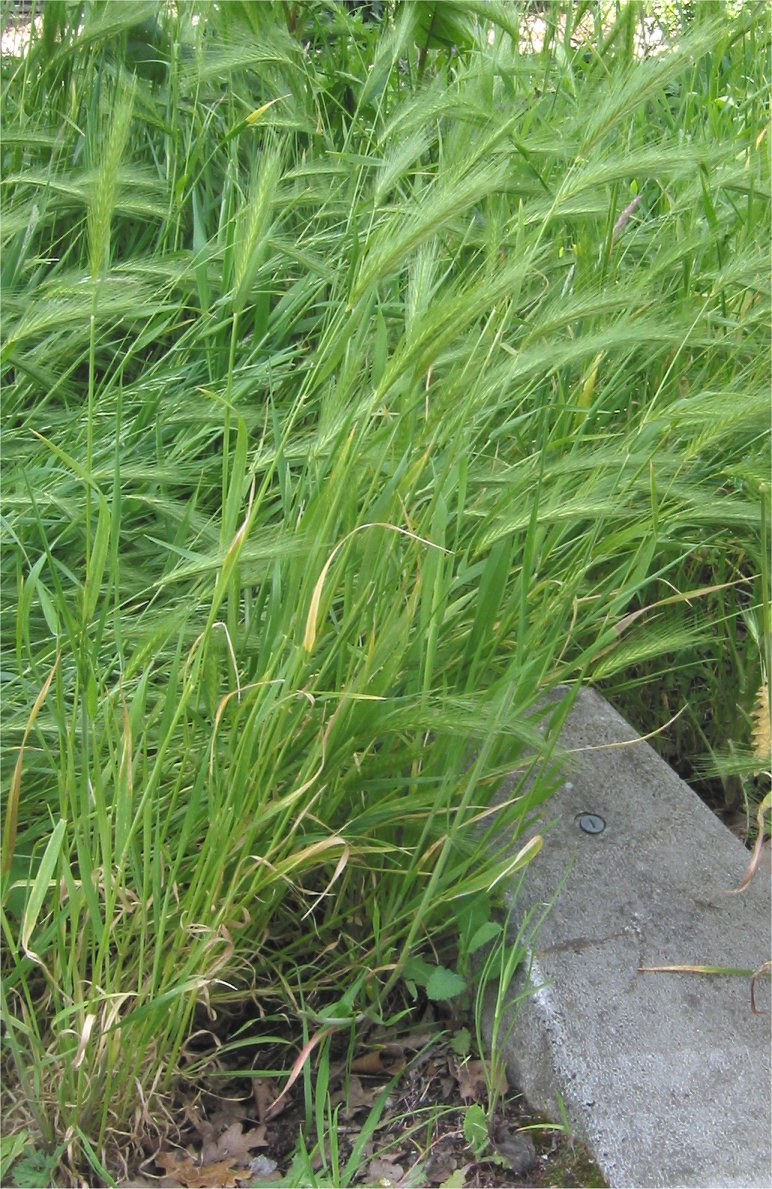
Mäuse-Gerste (Hordeum murinum)

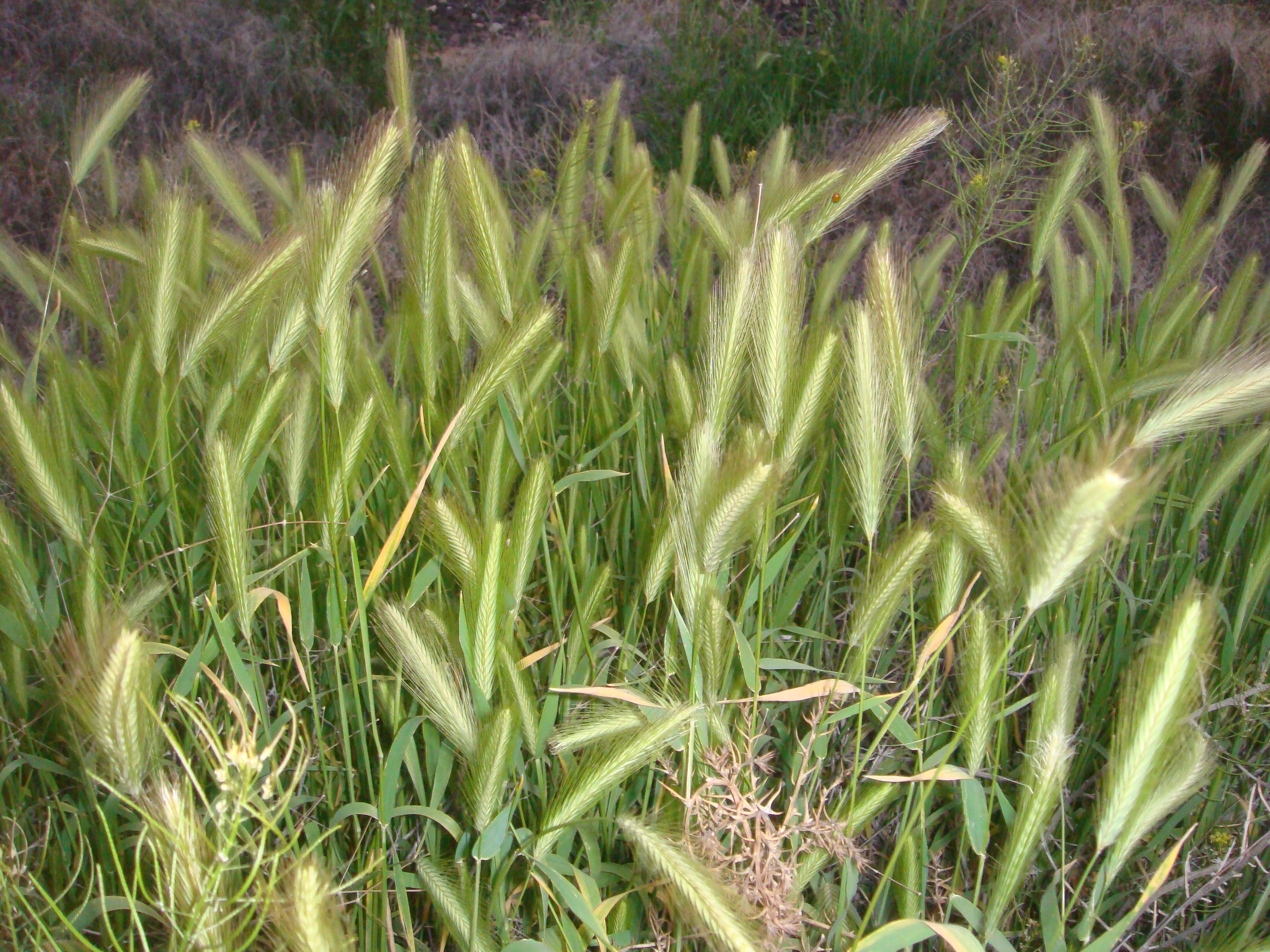
Mäuse-Gerste (Hordeum murinum)

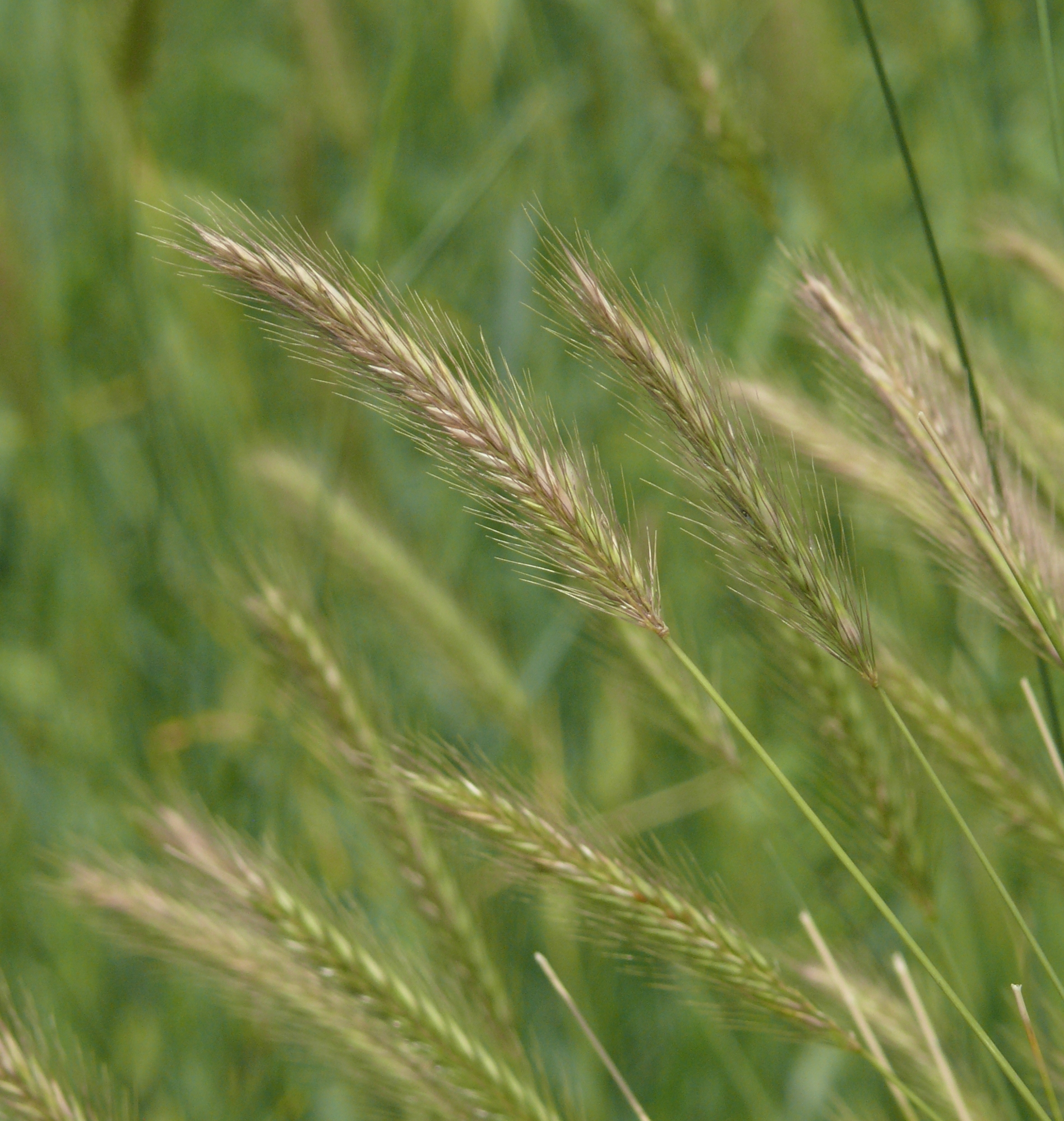
Roggen-Gerste (Hordeum secalinum)

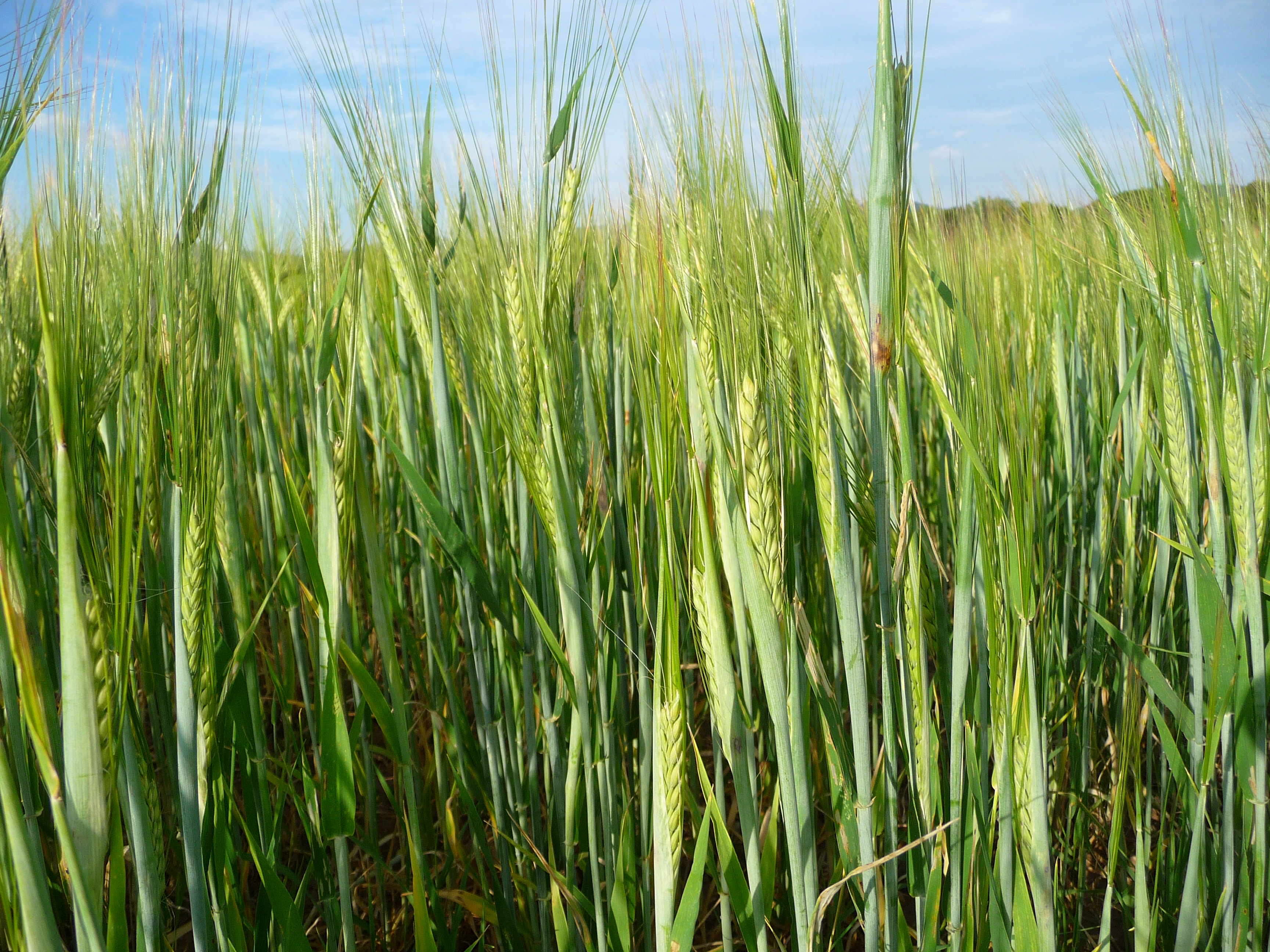
Zweizeilige Gerste (Hordeum vulgare var. distichon)

## Systematik

### Untergattungen
Man kann die Gattung Hordeum in 2 Untergattungen gliedern:
- Hordeum subgen. Hordeum: Hierher gehören alle Getreide-Arten und ihre Stammformen. Typus-Art: Hordeum vulgare.
- Hordeum subgen. Hordeastrum (Doell) Rouy: Hierher gehören die übrigen Wildarten. Typus-Art: Hordeum murinum.
  - Hordeum sect. Trichostachys Dumort.: Typus-Art: Hordeum murinum.
  - Hordeum sect. Bulbohordeum Nevski: Typus-Art: Hordeum bulbosum.
  - Hordeum sect. Stenostachys Nevski: Typus-Art: Hordeum brevisubulatum.
  - Hordeum sect. Critesion (Raf.) Nevski: Typus-Art: Hordeum jubatum.
  - Hordeum sect. Anisolepis Nevski: Typus-Art: Hordeum stenostachys.[2]

### Arten
Die Gattung Hordeum umfasst derzeit etwa 36 Arten:
- Hordeum aegiceras Nees ex Royle: Sie kommt von Tibet bis zur Mongolei vor.[3]
- Hordeum arizonicum Covas: Sie kommt hauptsächlich in Arizona, aber auch in Kalifornien, New Mexico und im nördlichen Mexiko vor.[3]
- Hordeum bogdanii Wilensky: Sie kommt vom südlichen europäischen Russland bis zur Mongolei und zum westlichen Himalaja vor.[3]
- Hordeum brachyantherum Nevski: Sie kommt von den Aleuten und Alaska bis zum nordwestlichen Mexiko und im fernöstlichen Russland vor.[3]
- Hordeum brachyatherum Phil.: Sie kommt im zentralen und im südlichen Chile vor.[3]
- Hordeum brevisubulatum (Trin.) Link; Verbreitungsgebiet: von Osteuropa bis zu Russlands Fernem Osten und zum Himalaja.[3] Mit den Unterarten:
  - Hordeum brevisubulatum subsp. brevisubulatum
  - Hordeum brevisubulatum subsp. iranicum Bothmer
  - Hordeum brevisubulatum subsp. nevskianum (Bowden) Tzvelev
  - Hordeum brevisubulatum subsp. turkestanicum (Nevski) Tzvelev
  - Hordeum brevisubulatum subsp. violaceum (Boiss. & Huet) Tzvelev
- Knollen-Gerste (Hordeum bulbosum L.): Sie kommt vom Mittelmeergebiet bis zu West- und Zentralasien vor.[3]
- Hordeum californicum  Covas & Stebbins; kommt nur in Kalifornien, Nevada und Oregon vor.[3]
- Hordeum capense Thunb.; kommt in Südafrika und Lesotho vor.
- Hordeum chilense Roem. & Schult.; kommt in Chile, auf den Juan-Fernandez-Inseln und mit wenigen Populationen in Argentinien vor.[3]
- Hordeum comosum J. Presl; kommt in Steppen Südpatagoniens, in Argentinien und in Chile vor.
- Hordeum cordobense Bothmer, N. Jacobsen & Nicora; kommt nur im nördlichen Argentinien vor.[3]
- Hordeum depressum (Scribn. & J.G. Sm.) Rydb.; kommt hauptsächlich in Kalifornien, aber auch in Oregon, Idaho, Washington und im nordwestlichen Mexiko vor.[3]
- Hordeum erectifolium Bothmer, N. Jacobsen & R.B. Jørg.; kommt nur in Argentinien (Region Buenos Aires) vor.[3]
- Hordeum euclaston Steud.; kommt nur in Argentinien, Uruguay und Südbrasilien vor.[3]
- Hordeum flexuosum Steud.; kommt nur in Argentinien und Uruguay vor[3], früher auch in Kolumbien.[4]
- Hordeum fuegianum Bothmer, N. Jacobsen & R.B. Jørg.; kommt nur in Südamerika (Tierra del Fuego), im südlichen Argentinien und im südlichen Chile (Magellanes) vor.[3]
- Hordeum guatemalense Bothmer, N. Jacobsen & R.B. Jørg.; kommt nur im Norden Guatemalas in Höhenlagen von 3000 bis 3500 m vor.[4]
- Hordeum halophilum Griseb.; diese Art kommt auf beiden Seiten der Anden durch Argentinien und Chile vor und vereinzelt in Bolivien und Peru.[3]
- Mähnen-Gerste (Hordeum jubatum L.); kommt ursprünglich von Sibirien bis zum Kaukasusraum und dem nordöstlichen China und in Nordamerika bis Mexiko und in Zentralargentinien vor, ist aber in Europa, Südafrika, und Neuseeland ein Neophyt.[3]
- Hordeum lechleri (Steud.) Schenck; kommt nur in Argentinien, in Chile[3] und auf den Falklandinseln vor.
- Strand-Gerste (Hordeum marinum L.): Mit zwei Unterarten:
  - Trockenborstige Strandgerste (Hordeum marinum subsp. gussoneanum (Parl.) Thell.; Syn.: Hordeum geniculatum All.;  Hordeum hystrix Roth); Verbreitungsgebiet: Östliches Mitteleuropa bis zum Mittelmeerraum und dem westlichen Himalaja.[3]
  - Hordeum marinum subsp. marinum: Sie kommt in Makaronesien, von Europa bis zum Kaukasusraum und vom Mittelmeergebiet bis zum Iran vor.[3]
- Mäuse-Gerste (Hordeum murinum L.); Verbreitungsgebiet: Europa, Asien, Nordafrika, kommt aber weltweit eingeschleppt vor. Mit den Unterarten:[5]
  - Hordeum murinum subsp. glaucum (Steud.) Tzvelev: Sie kommt von Makaronesien bis zur Krim und dem westlichen Himalaja vor.[3]
  - Braunrote Mäuse-Gerste (Hordeum murinum subsp. leporinum (Link) Arcang.): Sie kommt vom Mittelmeergebiet bis Zentralasien und zum westlichen Himalaja und außerdem in Makaronesien vor.[3]
  - Hordeum murinum subsp. montanum (Hack.) H.Scholz & Raus: Sie kommt in Spanien vor.[6]
  - Hordeum murinum subsp. murinum: Sie kommt auf den Azoren und von Europa bis zum westlichen Himalaja vor.[3]
  - Hordeum murinum subsp. setariurum H.Scholz & Raus: Sie kommt in Griechenland vor[6]
- Hordeum muticum J. Presl: Sie kommt von Peru bis zum nördlichen Argentinien vor.[3]
- Hordeum parodii Covas: Sie kommt nur in Argentinien vor.[3]
- Hordeum patagonicum (Hauman) Covas: Sie kommt vom südlichen Chile bis Argentinien vor.[3] Es können folgende Unterarten unterschieden werden:
  - Hordeum patagonicum subsp. magellanicum (Parodi & Nicora)
  - Hordeum patagonicum subsp. mustersii (Nicora) Bothmer, Giles & N. Jacobsen
  - Hordeum patagonicum subsp. patagonicum
  - Hordeum patagonicum subsp. santacrucense (Parodi & Nicora) Bothmer, Giles & N. Jacobsen
  - Hordeum patagonicum subsp. setifolium (Parodi & Nicora) Bothmer, Giles & N. Jacobsen
- Hordeum procerum Nevski; kommt nur in Argentinien vor.[3]
- Hordeum pubiflorum Hook. f.; kommt nur im südlichen Argentinien und im südlichen und zentralen Chile vor.[3]
- Hordeum pusillum Nutt.: Sie kommt vom westlichen Kanada bis zum nördlichen Mexiko, auf den Bermudas und in Argentinien vor.[3]
- Hordeum roshevitzii Bowden: Sie kommt von Sibirien bis Korea und Zentralasien vor.[3]
- Roggen-Gerste (Hordeum secalinum Schreb.); Verbreitungsgebiet: hauptsächlich im Nordwesten Frankreichs und in Südengland, aber auch von Südschweden, auf Madeira und entlang der Küsten Europas bis zum Mittelmeergebiet und Vorderasien, eingebürgert in Nord- und Südamerika sowie in Südafrika.
- Hordeum stenostachys Godron; kommt nur in Argentinien, in Uruguay, im südlichsten Brasilien und im südlichen Afrika vor.[3]
- Hordeum tetraploidum Covas; kommt nur in Argentinien und im südlichen Chile vor.[3]
- Kulturgerste (Hordeum vulgare L.) mit den Unterarten:
  - Wildgerste (Hordeum vulgare subsp. spontaneum (K. Koch) Thell.; Syn.: Hordeum spontaneum K. Koch); ursprünglich im Gebiet von Griechenland und Ägypten bis Afghanistan, Pakistan bis Zentralasien und bis China.[4][3]
  - Kulturgerste  (Hordeum vulgare subsp. vulgare), mit den Varietäten oder Formen:
    - Zweizeilige Gerste (Hordeum vulgare var. distichon (L.) Hack.; wird aber auch als eigene Art, Hordeum distichon L., angesehen).[3] Taxonomisch keine valide Einheit (s. nächsten Absatz).
    - Sechszeilige Gerste (Hordeum vulgare f. hexastichon (L.) M. Hiroe; Syn.: Hordeum hexastichon L.); Sechszeiligkeit entsteht/entstand immer wieder unabhängig aus der ursprünglichen zweizeiligen Form durch Verlust der Funktion des Vrs1 Gens. Eine Unterscheidung einer var. distichon und f. hexastichon ist nicht angebracht, da es sich nicht um monophyletische Einheiten handelt.

  - Hordeum vulgare subsp. agriocrithon (Åberg) Á. Löve & D. Löve,(Syn.: Hordeum agriocrithon Åberg), eine von Kulturgersten abstammende, im Mittelmeergebiet weit verbreitete sechszeilige Unkrautsippe, ist wie oben keine taxonomisch gültige Einheit.[7]